# Shackleton (téléfilm)
Pour les articles homonymes, voir Shackleton.
Shackleton ou Shackleton, aventurier de l'Antarctique est un téléfilm britannique en deux parties réalisé et scénarisé par Charles Sturridge en 2002.

## Synopsis
Retraçant l'expédition Endurance, le film utilise des témoignages des hommes de l'expédition. Roland Huntford, auteur d'une biographie d'Ernest Shackleton fut conseiller pour la production.

## Distribution
- Kenneth Branagh : Sir Ernest Henry Shackleton
- Kevin McNally : Frank Worsley
- Lorcan Cranitch (en) : Frank Wild
- Embeth Davidtz : Rosalind Chetwynd
- Danny Webb : Perris
- Phoebe Nicholls : Emily Shackleton

## Tournage
Le film a été tourné :
- au Groenland ;
- en Islande ;
- au Royaume-Uni :
  - Londres ;
  - Whitby ;
  - Studios de Shepperton.

## Diffusion
Au Royaume-Uni, le téléfilm a été diffusé le 7 avril 2002 sur Channel 4 et en Amérique du Nord par A&E Network.

## Récompenses
- Le film a été nommé entre autres sept fois aux Emmy Awards (2 victoires), six fois aux BAFTA Awards (2 victoires) et une fois aux Golden Globe Award[1].
- 2012 meilleur scénario au Torellò Mountai film festival et meilleure photographie au New Zealand Film and Television Awards